# Longueur de radiation
En physique, la longueur de radiation est une caractéristique d'un matériau relative à la perte d'énergie par interaction électromagnétique.

## Définition
Les électrons de haute énergie perdent l'essentiel de leur énergie dans la matière par rayonnement de Bremsstrahlung et les photons de haute énergie par production de paires électron-positron. La quantité de matière traversée lors de ces interactions notée X0, est appelée la longueur de radiation ou longueur d'interaction. Elle est habituellement exprimée en g⋅cm−2.
C'est aussi la distance moyenne sur laquelle un électron de haute énergie ne conserve que 1/e de son énergie, le reste étant perdu par effet de Bremsstrahlung. Et c'est enfin une dimension adaptée à la description des gerbes électromagnétiques.
La longueur de radiation est donnée, en bonne approximation, par l'expression :
{\displaystyle X_{0}={\frac {716{,}4\cdot A}{Z(Z+1)\ln {\frac {287}{\sqrt {Z}}}}}}
Où Z est le numéro atomique et A est le nombre de masse.
Pour les électrons de plus basse énergie (moins de quelques dizaines de MeV), l'énergie perdue par ionisation est prédominante.